# Stimson Crossing
Stimson Crossing az Amerikai Egyesült Államok északnyugati részén, Washington állam Snohomish megyéjében, a Tulalip rezervátum területén elhelyezkedő egykori statisztikai település. A 2000. évi népszámláláskor 773 lakosa volt.